# 제2군 (일본군)
제2군(第2軍 다이 니 군[*])은 일본 제국 육군 중 하나이다. 청일 전쟁 중인 1894년 9월 25일에 편성되어 전후 러일 전쟁, 중일 전쟁을 거쳐 편성과 해체를 반복하다가 1945년 태평양 전쟁이 끝나면서 해체되었다.

## 개요
청일 전쟁 중인 1894년 9월 25일에 편성되어 전후 1895년 5월 31일에 해산되었다.
러일 전쟁에서 1904년 3월 6일에 오쿠 야츠카타 장군의 지휘 하에 편성되어 전후 1906년 1월 12일에 해산되었다. 남산 전투, 텔리수 전투, 대석교 전투, 사하 전투, 요동 전투, 산데푸 전투, 봉천 전투 등 러일 전쟁 대부분의 육상전에 동원되었다.
중일 전쟁 발발 후 1937년 8월 23일에 편성되어 신설된 북지나 방면군의 전투 서열에 들어갔다. 주로 화북 방면을 작전 지역으로 담당하였으며, 1938년 12월 15일에 폐지되었다.
태평양 전쟁이 발발한 후 1942년 7월 4일에 편성되어 제1방면군의 전투 서열에 들어갔다. 주로 만주 방면을 작전 지역으로 했으나, 1943년 10월 30일, 호주 북부에 전용되어 제2방면군의 전투 서열에 들어가 1945년 6월 30일, 남방군 직속으로 종전을 맞이했다.

## 전투 서열

### 소속
- 북지나 방면군: 1937년 - 1938년
- 제1방면군: 1942년 - 1943년
- 제2방면군: 1943년 - 1945년

### 청일 전쟁
- 제1사단
- 제2사단
- 제6사단

### 중일 전쟁
- 제10사단
- 제16사단
- 제108사단

### 태평양 전쟁
- 제5사단
- 제32사단
- 제35사단
- 제36사단
- 독립혼성 제57여단
- 독립혼성 제128여단
- 해상기동 제2여단
- 제10파견대：能島武繁 대좌
  - 제10보병단：能島武繁 대좌
    - 독립 수비 보병 제23대대：大西寿良 소좌
    - 독립 수비 보병 제30대대

  - 제14사단 해상수송대：井上征夫 대좌
  - 제1유격대
  - 제20야전고사포대：나카다秀平 대좌
    - 야전고사포 제44대대
    - 야전고사포 제49대대：真田徳太郎 소좌
    - 야전고사포 제53대대：栗田恒治 대위
    - 야전고사포 제54대대：（最終位置：ソロン）
    - 야전고사포 제57대대：（最終位置：マノクワリ）
    - 야전고사포 제73대대：国武常利 소좌
    - 야전 조공 제4대대：森学소좌
- 제4공병대사령부：야마다 茂 소장
  - 독립 공병 제3연대：河野通義 중좌
  - 독립 공병 제15연대：大久保正路 중좌
  - 선박 공병 제4연대：石田愛之助 중좌
  - 선박 공병 제7연대：荻原吉 소좌
  - 선박 공병 제18연대：加賀本俊博 소좌

통신부대
- 전신 제24연대：岡本覚次郎 중좌
- 전신 제26연대：阿久根悠 중좌
- 남방 제4통신대

헌병부대
- 제5야전헌병대：中村通則 대좌
- 제8야전헌병대：阿部起吉 대좌
- 제10야전헌병대：谷口春二 중좌

병참부대
- 제2특설수로수송대
- 제51야전도로대
- 제13야전우편대
- 남방 제15육군병원
- 제125병참병원
- 제126병참병원
- 제150병참병원
- 제18환자수송대
- 제2방역급수대

제2군 보급창
- 제2군 야전병기창
- 제2군 야전자동차창
- 제2군 야전화물대

항공관련 지상부대
- 제18항공지구사령부
  - 제5항공통신연대
  - 제4항공정보연대
  - 제38비행장대대
  - 제13야전비행장설정대
  - 제14야전항공수리창
  - 제14야전항공보급창
- 제4야전비행장설정사령부
  - 제16야전비행장설정대
  - 제18야전비행장설정대
  - 제19야전비행장설정대
- 제22비행장대대
- 제107비행장대대
- 제108비행장대대
- 제209비행장대대

## 참고

### 자료
- Jowett, Bernard (1999). 《The Japanese Army 1931-45 (Volume 2, 1942-45)》. Osprey Publishing. ISBN 1-84176-354-3.
- Madej, Victor (1981). 《Japanese Armed Forces Order of Battle, 1937-1945》. Game Publishing Company. ASIN: B000L4CYWW.
- Marston, Daniel (2005). 《The Pacific War Companion: From Pearl Harbor to Hiroshima》. Osprey Publishing. ISBN 1-84176-882-0.